# 奧井敦
奧井敦（1963年—）是出生於日本島根縣的動畫攝影監督，

## 經歷
1981年進入旭動畫製作公司，從事動畫攝影工作，在《搞怪拍檔劇場版》首次擔任攝影監督。之後在《機動戰士鋼彈 逆襲的夏亞》、《機動戰士鋼彈 F91》等作品中也任攝影監督一職。
在1993年吉卜力工作室成立攝影部，奧井也隨之加入。之後從《紅豬》到《來自紅花坂》幾乎吉卜力所發行的作品都是由他擔任攝影監督。

## 參與作品

### 劇場動畫
- 搞怪拍檔劇場版（1987年）：攝影監督
- 機動戰士鋼彈 逆襲的夏亞（1988年）：攝影監督
- 機動戰士鋼彈 F91（1991年）：攝影
- 紅豬（1992年）：攝影
- 心之谷（1995年）：攝影監督
- 魔法公主（1997年）：攝影監督
- 隔壁的山田君（1999年）：攝影監督
- 神隱少女（2001年）：攝影監督
- 霍爾的移動城堡（2004年）：攝影監督
- 地海戰記（2006年）：攝影監督
- 崖上的波妞（2008年）：攝影監督
- 借物少女艾莉緹（2010年）：攝影監督
- 來自紅花坂（2011年）：攝影監督
- 風起（2013年）：攝影監督
- 回憶中的瑪妮（2014年）：攝影監督
- 蒼鷺與少年（2023年）：攝影監督

### 電視動畫
- 搞怪拍檔（1985年）：攝影
- 鎧傳（1988-1989年）：攝影監督
- 魔神英雄傳（1988-1989年）：攝影監督
- 魔動王（1989-1990年）：攝影監督
- 魔神英雄傳2（1990-1991年）：攝影監督
- 海潮之聲（1993年）：攝影監督
- 機動戰士V 鋼彈（1993-1994年）：攝影監督

### 短篇動畫
- 武者·騎士·司令 SD鋼彈緊急出擊（1991年）：攝影
- On Your Mark（1995年）：攝影監督
- 捕鯨記（2001年）：攝影監督
- 梅與小貓巴士（2002年）：攝影監督
- 可羅的大散步（2002年）：攝影監督
- 空想的機械們裡破壞的發明（2002年）：背景掃描、色彩調整
- Ghiblies episode2（2002年）：攝影監督
- 買下星星的日子（2006年）：攝影監督
- 水蜘蛛紋紋（2006年）：攝影監督
- 尋找棲所（2006年）：攝影監督
- 麵種與蛋姬（2010年）：攝影監督
- 尋寶（2011年）：攝影監督

### OVA動畫
- 機甲獵兵（1988年）：攝影
- 機動戰士鋼彈0080：口袋裡的戰爭（1989年）：攝影監督
- SD鋼彈外傳 吉翁萬歲篇（1990年）：攝影
- 機動戰士鋼彈0083：星塵回憶（1991年）：攝影監督
- 哭泣殺神（1992年）：攝影監督